# Ozyptila arctica
Ozyptila arctica es una especie de araña cangrejo del género Ozyptila, familia Thomisidae.

## Distribución
Esta especie se encuentra en América del Norte, Europa del Norte y Rusia (de Europa al Lejano Oriente).